# 相沢晋
相沢 晋（あいざわ すすむ、1987年6月3日 - ）は、新潟県西蒲原郡岩室村 (現在の新潟市西蒲区)出身の元プロ野球選手（投手）。

## 経歴

### プロ入り前
小学校4年の時に野球を始め、岩室中学校から新潟県立巻高等学校に進学。2年の秋から投手となり、先輩からはスライダーを教わった。3年時にはチームのエースとなり、同年の新潟県大会では、新潟明訓高等学校戦で12回2/3を投げたが、最後はサヨナラ負けを喫した。甲子園出場経験は無し。
その後、石巻専修大学に進学し宮城県石巻市に移住。2年の秋には、JR東日本東北時代の攝津正よりカーブとシンカーを教わった。4年春の南東北大学リーグでは、全11試合に先発し8勝の成績でMVPを獲得、最多勝、ベストナインも受賞。チームは優勝し、全日本大学野球選手権大会へと進出した。同大会では1回戦の道都大学戦に先発し、9回4失点で負け投手となった。
2010年からは、社会人野球の日本製紙石巻に所属。2012年10月にコーチ兼任となった。2013年の第84回都市対抗野球2次予選東北大会では、第1代表決定戦でTDKを相手に9回無失点（被安打5）で無四球完封勝利し、チームは全国大会への出場を決めた。第84回都市対抗野球大会（全国大会）では、1回戦の信越硬式野球クラブ戦で2回3失点だったものの、七十七銀行から補強選手として参加していた相原和友がその後を7回無失点に抑えてチームは勝利した。2回戦のJFE西日本戦では、相沢が6回無失点（被安打3）に抑え、チームは勝利した。
2013年のプロ野球ドラフト会議で、地元球団の東北楽天ゴールデンイーグルスから8巡目で指名。契約金4,000万円（出来高分の1,500万円を含む）、年俸720万円（金額は推定）という条件で入団した。背番号は62。

### 楽天時代
2014年
イースタン・リーグ公式戦17試合に登板。防御率2.92を記録したが、同期入団の新人8投手でただ1人、一軍公式戦への登板機会がなかった。シーズン途中にサイドスローに転向していたが、シーズン終了後にオーバースローに再転向した。
2015年
7月26日にプロ入り後初の出場選手登録を果たすと、当日の対千葉ロッテマリーンズ戦に、救援投手として一軍デビュー。しかし、2回を投げて3点を失い、この試合に登板しただけで同月30日に登録を抹消された。シーズン終盤に一軍へ復帰したが、チームのシーズン最終戦であった10月6日の同カード（楽天Koboスタジアム宮城）の救援登板では、5失点で敗戦投手になった。イースタン・リーグ公式戦では35試合に登板し、防御率1.54を記録するなど好成績を残した。
2016年
一軍公式戦への登板機会がなく、イースタン・リーグ公式戦でも、7試合の登板で防御率が6.75に達した。シーズン終了後の10月24日に、球団から戦力外通告を受けた。12月2日、自由契約公示された。

### 楽天退団後
NPB他球団での現役続行を希望し、2016年11月12日には、阪神甲子園球場で開催の12球団合同トライアウトに参加。シートバッティング形式で、打者3人を相手に、最速146km/hのストレートで1奪三振1被安打1併殺打という結果を残した。
2017年から、地元である新潟県に本拠地を置く社会人野球チームのバイタルネットでプレーする。投手兼コーチとしてプレーしたのち、2019年からはコーチ専任。

## 選手としての特徴
最速146km/hのストレートと、シュート・カットボール等の多彩な変化球を武器とする。また、クイックモーションが速く、投球開始から捕手が捕球するまで1.02秒だという。

## 人物
石巻市には、大学時代・社会人時代合わせて8年住み、「第二の故郷」と考えている。
2016年1月23日に山形県出身の女性と結婚。交際開始から5ヶ月でのスピード結婚だった。同月には楽天同僚の入野貴大も結婚したため、「W結婚」として報じられた。

## 詳細情報

### 年度別投手成績
| 年 度     | 球 団     | 登 板 | 先 発 | 完 投 | 完 封 | 無 四 球 | 勝 利 | 敗 戦 | セ 丨 ブ | ホ 丨 ル ド | 勝 率 | 打 者 | 投 球 回 | 被 安 打 | 被 本 塁 打 | 与 四 球 | 敬 遠 | 与 死 球 | 奪 三 振 | 暴 投 | ボ 丨 ク | 失 点 | 自 責 点 | 防 御 率 | W H I P |
| --------- | --------- | ----- | ----- | ----- | ----- | -------- | ----- | ----- | -------- | ----------- | ----- | ----- | -------- | -------- | ----------- | -------- | ----- | -------- | -------- | ----- | -------- | ----- | -------- | -------- | ------- |
| 2015      | 楽天      | 5     | 0     | 0     | 0     | 0        | 0     | 1     | 0        | 0           | .000  | 41    | 7.1      | 11       | 0           | 7        | 0     | 2        | 1        | 2     | 0        | 10    | 8        | 9.82     | 2.45    |
| 通算：1年 | 通算：1年 | 5     | 0     | 0     | 0     | 0        | 0     | 1     | 0        | 0           | .000  | 41    | 7.1      | 11       | 0           | 7        | 0     | 2        | 1        | 2     | 0        | 10    | 8        | 9.82     | 2.45    |

### 記録
- 初登板：2015年7月26日、対千葉ロッテマリーンズ15回戦（楽天Koboスタジアム宮城）、7回表に3番手で救援登板、2回5安打3失点
- 初奪三振：2015年9月21日、対千葉ロッテマリーンズ20回戦（千葉マリンスタジアム）、3回裏に井口資仁から

### 背番号
- 62 （2014年 - 2016年）

### 登場曲
- 「Get Busy」 Sean Paul （2014年 - ）